# Nicholas Monsarrat
Nicholas John Turney Monsarrat FRSL RNVR (* 22. März 1910 in Liverpool; † 8. August 1979 in London) war ein britischer Autor.

## Leben
Monsarrat war ein Sohn des Chirurgen Keith Waldegrave Monsarrat und dessen Ehefrau Margaret Ada Turney. Er hatte zwei Schwestern und zwei Brüder. Nach seiner Schulzeit in seiner Heimatstadt ging Monsarrat erst nach Winchester und wechselte später zum Trinity College nach Cambridge, um Rechtswissenschaften zu studieren. Nach seinem erfolgreichen Abschluss (B.A. jur.) arbeitete er für zwei Jahre in einem solicitor’s office. Während der ganzen Zeit hatte er sich an einem Roman versucht; 1934 veröffentlichte er seinen erfolgreichen Erstling Think of Tomorrow.
Monsarrat gab seinen Beruf auf und widmete sich nur noch dem Schreiben. Zwischen 1934 und 1939 konnte er vier Romane veröffentlichen; ein in der gleichen Zeit entstandenes Theaterstück war weniger erfolgreich. Zu Beginn des Zweiten Weltkriegs trat 1939 Monsarrat, obwohl Pazifist, in die Royal Navy ein und diente zunächst in einer Sanitätseinheit. Später wurde er als Offizier auf Begleitschiffen militärischer Versorgungskonvois versetzt und absolvierte seinen Dienst meistens im Atlantik. Bei Kriegsende bekleidete Monsarrat den Rang eines Fregattenkapitäns (Lieutenant Commander).
König George VI. übertrug 1946 Monsarrat diplomatische Aufgaben in Johannesburg (Südafrika) und 1953 wechselte er mit ähnlichem Aufgabenbereich nach Ottawa (Kanada). Unter Premierminister Harold Macmillan trat Monsarrat von allen Ämtern zurück und ließ sich 1959 in Saint Peter Port auf Guernsey nieder. Auf der Kanalinsel widmete er sich seinen literarischen Werken. Anlässlich eines Besuchs bei seinem Verleger in der Fleet Street (London) machte er 1960 die Bekanntschaft der Journalistin Ann Miller. 1961 heirateten die beiden und hatten zwei Töchter. Später ließ sich Monsarrat zusammen mit seiner Familie in San Lawrenz auf Gozo (Malta) nieder.
Monsarrat erkrankte an Krebs und starb daran am 8. August 1979 in London. Gemäß seinem letzten Willen erhielt er eine Seebestattung durch die Royal Navy. Auf der HMS Scylla (Leander-Klasse) führten AB Graham Savage und AB Stephen Knight diese Zeremonie durch.

## Trivia
Monsarrat behauptete, er hätte während seiner Dienstzeit im Zweiten Weltkrieg einmal nachts das Schiff des Fliegenden Holländers gesehen, und zwar beinahe an derselben Stelle wie schon 1881 der englische König Georg V.

## Rezeption
In seiner Autobiografie bekannte Monsarrat, dass ihn die Invergordon-Meuterei (1931) fasziniert und im linken Sinn politisiert habe. Monsarrats autobiographisch gefärbter vierter Roman, der die Desillusionierung eines jungen, idealistischen Autors zum Thema hat, ist allerdings bereits Indiz einer gewissen politischen Enttäuschung.
Monsarrats Romane entstanden oft aus dem autobiographischen Erleben. In seinem bekanntesten Roman, Grausamer Atlantik, wird der junge Marineoffizier Keith Lockhart zu seinem Alter Ego. Den Tod seines Bruders Denys, der in Ägypten getötet worden war, verarbeitete er im Roman My brother Denys. Das Thema des Fundraising und der Vermarktung tragischer Lebensschicksale bearbeitete Monsarrat in seinem Roman The story of Esther Costello. Nach seinen marinelastigen Romanen legte er 1963 mit Smith and Jones ein Werk vor, in dem er sich mit den Cambridge Five auseinandersetzte, speziell mit Guy Burgess und Donald Maclean.

## Werke (Auswahl)

### Als Autor
Autobiographisches
- My brother Denys. 1948.
- Life is a Four Letter Word. Cassell, London 1966/70.

1. Breaking In. 1966.
2. Breaking Out. 1970.

- Monsarrat at Sea. 1975.

Romane
- Think of tomorrow. London 1934.
- At first sight. London 1935.
- The whipping boy. Pan Books, London 1969 (EA London 1937)
- This is the schoolroom. Casell, London 1947 (EA London 1939)
- The Corvette-Trilogy. Cassell, London

1. H.M. Corvette. 1942.
2. East Coast Corvette. 1943.
3. Corvette Command. 1944.

- Leave cancelled. Knopf, New York 1945.
  - Deutsch: Kostbare Stunden. Heyne, München 1965 (übersetzt von Helmut Degner, EA Hamburg 1956)
- H.M. Frigate. House of Stratus, Cove 2014, ISBN 978-0-7551-4345-0.
- Depends on what you mean by love. London 1947.
- HMS Malborough will enter harbour. London 1947.
- The Cruel Sea. 1951.
  - Deutsch: Grausamer Atlantik. Wissen Verlagsgesellschaft, Herrsching 1989, ISBN 3-8075-0002-2.
- The Story of Esther Costello. 1952.[1]
- Castle Garac. 1955.
- The Tribe That Lost Its Head. 1956.
- Richer Than All His Tribe. 1968.
- The nylonpirates. 1960.
  - Deutsch: Die Nylonpiraten. Rowohlt, Reinbek 1964 (übersetzt von Edmund Th. Kauer, EA Hamburg 1961)
- The white Raja. 1961.
- The time before this. 1962.
- To Stratford with love. 1963.
- Smith and Jones. 1963.
- Something to hide. 1963.
- A fair day’s work. 1964.
- The pillow fight. 1965.
  - Deutsch: Kissenschlacht. Zsolnay, Wien 1965 (übersetzt von Edmund Th. Kauer)
- Richer than all his tribe. 1968.
  - Deutsch: Der schwarze Löwe. Schweizer Verlagshaus, Zürich 1972 (übersetzt von Waldemar Kabus)
- The kappillan of Malta. 1973.
  - Deutsch: Der Kaplan von Malta. P. Zsolnay, Hamburg 1975 (übersetzt von Luise Wasserthal-Zuccari und Ilse Winger)
- Master Mariner. Cassell, London 1978/81

1. Running Proud. 1978.
2. Darken ship. 1981.

Sammelbände
- Three corvettes. Cassell, London 1975 (EA London 1955)
Inhalt: H.M. Corvette. – East Coast Corvette. – Corvette Command.
- „That ship that died of shame“ and other stories. London 1959
Inhalt: The ship that died of shame. – Oh to be in England! – The reconciliation. – The list. – The thousand islands snatch. – Up the garden path. – The Man who wanted a Mark IX. – I was there. – The dinner party. – Licensed to kill. – The Postscript.

Theaterstücke
- The visitor.

### Als Herausgeber
- The boy’s book of the sea. London 1954.
- Canada from coast to coast 1955.
- The boy’s book of the Commonwealth. London 1957.

## Verfilmungen
Fernsehen
- H.M.S. Marlborough Will Enter Port. 1956.
- Bait for the Tiger. 1957.
- The Reconciliation. 1984.

Kino
- The Cruel Sea. 1953.
- The Ship That Died of Shame. 1955.
- The Story of Esther Costello. 1957[2]
- Something to Hide. 1972.